# Quinto Cassio Longino (console 164 a.C.)
Quinto Cassio Longino (latino: Quintus Cassius Longinus) (... – 164 a.C.) è stato un politico romano.

## Biografia
Nipote del tribuno militare omonimo, fu pretore urbano nel 167 a.C. ed in tale anno riuscì a portare ad Alba il re macedone Perseo, sconfitto nella terza guerra macedonica.
Nel 164 a.C. fu eletto console con Aulo Manlio Torquato, ma morì proprio durante tale anno .